# Ínsua
Ínsua es una freguesia portuguesa del concelho de Penalva do Castelo, con 9,68 km² de superficie y 2.045 habitantes (2001). Su densidad de población es de 211,3 hab/km².